# Хобсон, Люк
Люк Хобсон (англ. Luke Hobson, род. 25 июня 2003, Рино, Невада) — американский пловец, бронзовый призёр летних Олимпийских игр 2024 года на дистанции 200 метров вольным стилем, чемпион мира, серебряный призёр чемпионата мира 2025 года, бронзовый призёр чемпионата мира 2024 года на дистанции 200 метров вольным стилем.

## Карьера
В Дохе, на чемпионате мира 2024 года, завоевал бронзу на дистанции 200 метров вольным стилем. В составе эстафетной команды США 4 по 100 метров комплексом стал чемпионом мира.
В плавательной программе Олимпийских игр 2024 на дистанции 200 метров вольным стилем завоевал бронзовую олимпийскую медаль с результатом 1:44,79.
В 2025 году на чемпионате мира в Сингапуре завоевал серебряную медаль на дистанции 200 метров вольны стилем. 